# Peperomia condormiens
Peperomia condormiens är en pepparväxtart som beskrevs av William Trelease. Peperomia condormiens ingår i släktet peperomior, och familjen pepparväxter. Inga underarter finns listade i Catalogue of Life.